# Chronik der Streckenelektrifizierung in Deutschland seit 1994

Karte mit bereits elektrifizierten und zukünftigen, in der Tabelle „In Bau oder fortgeschrittene Planung“ aufgelisteten Ausbauten (Stand: November 2024).
Zum Vergrößern Karte anklicken.

Chronologische Liste der Streckenelektrifizierung von Eisenbahnstrecken auf dem Gebiet der Bundesrepublik Deutschland seit der Gründung der Deutschen Bahn AG am 1. Januar 1994.

## Zusammenfassung
Nach der Bahnreform von 1994 dominierten (Wieder-)Elektrifizierungen im Rahmen der Verkehrsprojekte Deutsche Einheit. Nachdem diese zum Großteil abgeschlossen sind, werden hauptsächlich bestehende Strecken elektrifiziert, um sie in S-Bahn-Netze zu integrieren. Daneben finden Elektrifizierungen im Rahmen von Schnellfahrstreckenneubauten statt. In einzelnen Fällen werden auch zur betrieblichen Erleichterung kurze Anschlussstrecken elektrifiziert. Nur in einzelnen Fällen wurden Hauptstrecken neu elektrifiziert. Insbesondere Schleswig-Holstein profitierte von diesen Elektrifizierungen. So wurden die Bahnstrecken von Hamburg zu den drei größten Städten des Landes (Kiel 1995, Flensburg 1996 und Lübeck 2008) erst durch die DB AG elektrifiziert.
Im Jahr 1995 lag der Elektrifizierungsgrad im Eisenbahnnetz der Deutschen Bahn bei 45 Prozent (17 998 von 40 033 km). Bei rückläufiger Betriebsstreckenlänge stieg der Elektrifizierungsgrad an. 2024 lag er im Netz der DB InfraGO inklusive der DB RegioNetz Infrastruktur GmbH (RNI) bei 62,6 Prozent (20 871 von 33 365 km). Die Bundesregierung strebte um 2019 einen Elektrifizierungsgrad von 70 Prozent bis 2025 an. Der im November 2021 vorgelegte Koalitionsvertrag der rot-grün-gelben Bundesregierung sieht einen Elektrifizierungsgrad von 75 Prozent bis 2030 vor. Von 2011 bis 2020 nahm der Anteil der elektrifizierten Strecken im Netz der Deutschen Bahn von 59 auf 61 Prozent zu. Im gleichen Zeitraum stieg die Quote in der Europäischen Union (EU-27) um vier Prozentpunkte an.
Neu elektrifiziert wurde dabei mehr als die absolute Zunahme, da vereinzelt auch elektrifizierte Strecken in diesem Zeitraum stillgelegt wurden (siehe hierzu die Liste ehemals elektrifizierter Eisenbahnstrecken).
| Datum | Betriebslänge | elektrifizierte Betriebslänge | Anteil  |
| ----- | ------------- | ----------------------------- | ------- |
| 1995  | 40 033        | 17 998                        | 44,96 % |
| 1999  | 37 679        | 19 072                        | 50,62 % |
| 2003  | 35 667        | 19 302                        | 54,12 % |
| 2010  | 33 417        | 19 715                        | 59,00 % |
| 2015  | 33 194        | 19 982                        | 60,20 % |
| 2016  | 33 247        | 20 095                        | 60,44 % |
| 2017  | 33 230        | 20 107                        | 60,51 % |
| 2018  | 33 298        | 20 283                        | 60,91 % |
| 2019  | 33 291        | 20 345                        | 61,11 % |
| 2020  | 33 286        | 20 365                        | 61,18 % |
| 2021  | 33 288        | 20 539                        | 61,70 % |
| 2022  | 33 297        | 20 595                        | 61,85 % |
| 2023  | 33 351        | 20 851                        | 62,52 % |
| 2024  | 33 365        | 20 871                        | 62,55 % |

In dieser Liste werden auch Elektrifizierungen auf Strecken der verschiedenen nichtbundeseigenen Eisenbahnen aufgeführt. Dieses hatte mit Stand 2017 ohne die Gleisanlagen von Häfen und Werkbahnen eine Streckenlänge von etwa 6400 Kilometern, von denen mit Stand Dezember 2021 etwa 700 Kilometer und damit 11 % elektrifiziert waren.

## Chronik
Als Datum der Inbetriebnahme ist meist der Tag der Aufnahme des planmäßigen Personenverkehrs angegeben. Der Tag der technischen Inbetriebnahme liegt davor, in einigen Fällen ist auch er angegeben.

### 1994–1999
| Jahr | Tag und Monat | Strecke zwischen den Bahnhöfen                                               | Teil der Gesamtverbindung                  | Länge km | Bemerkungen                                                                                       |
| ---- | ------------- | ---------------------------------------------------------------------------- | ------------------------------------------ | -------- | ------------------------------------------------------------------------------------------------- |
| 1994 | 21. März      | Erfurt Hbf–Sömmerda                                                          | Sangerhausen–Erfurt                        | 24,8 km  |                                                                                                   |
| 1994 | 29. Mai       | Neubrandenburg–Stralsund Hbf                                                 | Berliner Nordbahn                          | 88,9 km  |                                                                                                   |
| 1994 | 29. Mai       | Sollstedt–Eichenberg                                                         | Halle–Hann. Münden                         | 46,6 km  | VDE-Projekt Nr. 6                                                                                 |
| 1994 | Juni          |                                                                              | Nantenbacher Kurve                         | 11,3 km  | Verbindungskurve von Würzburg über die Schnellfahrstrecke Hannover–Würzburg in Richtung Frankfurt |
| 1995 | 28. Mai       | Bebra–Neudietendorf                                                          | Halle–Bebra                                | 89,5 km  | VDE-Projekt Nr. 7                                                                                 |
| 1995 | 28. Mai       | Camburg–Probstzella                                                          | Großheringen–Saalfeld, Leipzig–Probstzella | 91,6 km  |                                                                                                   |
| 1995 | 28. Mai       | Berlin Priesterweg–Berlin-Lichterfelde Ost                                   | Anhalter Vorortbahn                        | 4,0 km   | S-Bahn Berlin (mit 750 V =), Wiederaufbau                                                         |
| 1995 | 28. Mai       | Berlin-Schönholz–Berlin-Tegel                                                | Berlin-Schönholz–Kremmen                   | 6,9 km   | S-Bahn Berlin (mit 750 V =), Wiederaufbau                                                         |
| 1995 | 24. Sept.     | Hamburg-Altona–Kiel Hbf                                                      | Hamburg-Altona–Kiel                        | 105,6 km |                                                                                                   |
| 1995 | 17. Dez.      | Potsdam Griebnitzsee–Biederitz                                               | Berlin–Magdeburg                           | 111,9 km |                                                                                                   |
| 1996 | 3. März       | Neumünster–Flensburg                                                         | Neumünster–Flensburg                       | 101,5 km | Planmäßiger Zugbetrieb erst seit 17. März 1996                                                    |
| 1996 | 31. Mai       | Crailsheim–Schwäbisch Hall-Hessental                                         | Crailsheim–Heilbronn                       | 27,3 km  |                                                                                                   |
| 1996 | 31. Mai       | Backnang–Schwäbisch Hall-Hessental                                           | Waiblingen–Schwäbisch Hall-Hessental       | 42,2 km  |                                                                                                   |
| 1996 | 2. Juni       | Flensburg–Padborg                                                            | Fredericia–Flensburg                       |          |                                                                                                   |
| 1996 | 30. Juni      | Bühl (Baden)–Urloffen                                                        | Ausbau- und Neubaustrecke Karlsruhe–Basel  |          | Ausbau- und Neubaustrecke Karlsruhe–Basel                                                         |
| 1996 | 13. August    | Maschen Rangierbahnhof–Hamburg-Harburg–Abzw Oberhafen–Hamburg-Rothenburgsort | Güterumgehungsbahn Hamburg                 | 61,1 km  | Südliche Güterumgehungsbahn Hamburg                                                               |
| 1996 | 29. Sept.     | Holthusen–Hagenow Land                                                       | Hagenow Land–Schwerin                      | 19,0 km  |                                                                                                   |
| 1996 | 29. Sept.     | Ludwigslust–Hagenow Land–Hamburg Hbf                                         | Berlin–Hamburg                             |          |                                                                                                   |
| 1997 |               | Sömmerda–Oberröblingen                                                       | Sangerhausen–Erfurt                        | 39,8 km  |                                                                                                   |
| 1997 | 15. April     | Berlin Westend–Berlin Jungfernheide                                          | Berliner Ringbahn                          | 2,2 km   | S-Bahn Berlin (mit 750 V =), Wiederaufbau                                                         |
| 1997 | 1. Juni       | Bretten Gölshausen–Eppingen                                                  | Kraichgaubahn                              | 19,8 km  | Albtal-Verkehrs-Gesellschaft                                                                      |
| 1997 | 18. Dez.      | Berlin-Neukölln–Berlin Treptower Park                                        | Berliner Ringbahn                          | 3,4 km   | S-Bahn Berlin (mit 750 V =), Wiederaufbau                                                         |
| 1998 | 16. Januar    | Berlin Westkreuz–Berlin-Pichelsberg                                          | Spandauer Vorortbahn                       | 4,8 km   | S-Bahn Berlin (mit 750 V =), Wiederaufbau                                                         |
| 1998 | 29. Mai       | Elmshorn–Itzehoe                                                             | Elmshorn–Westerland (Marschbahn)           | 34,2 km  |                                                                                                   |
| 1998 | 15. Sept.     | Oebisfelde–Berlin-Spandau                                                    | Schnellfahrstrecke Hannover–Berlin         | 155,2 km | Schnellfahrstreckenneubau                                                                         |
| 1998 | 15. Sept.     | Weddeler Schleife                                                            | Weddeler Schleife                          | 24,8 km  | Verbindung Schnellfahrstrecke Hannover–Würzburg mit Schnellfahrstrecke Hannover–Berlin            |
| 1998 | 25. Sept.     | Berlin-Lichterfelde Ost–Berlin-Lichterfelde Süd                              | Anhalter Vorortbahn                        | 2,7 km   | S-Bahn Berlin (mit 750 V =), Wiederaufbau                                                         |
| 1998 | 29. Nov.      | Neufahrner Spange                                                            | Neufahrner Spange                          | 7,3 km   | S-Bahn München                                                                                    |
| 1998 | 12            | Berlin-Tegel–Hennigsdorf (b Berlin)                                          | Berlin-Schönholz–Kremmen                   | 8,3 km   | S-Bahn Berlin (mit 750 V =), Wiederaufbau                                                         |
| 1998 | 30. Dez.      | Berlin-Pichelsberg–Berlin-Spandau                                            | Spandauer Vorortbahn                       | 4,2 km   | S-Bahn Berlin (mit 750 V =), Wiederaufbau                                                         |
| 1999 |               | Stendal–Uelzen                                                               | Stendal–Uelzen                             | 107,5 km |                                                                                                   |
| 1999 | März          | Eppingen–Heilbronn Hauptbahnhof                                              | Kraichgaubahn                              | 24,1 km  | Albtal-Verkehrs-Gesellschaft                                                                      |
| 1999 | 30. Mai       | Waldshut–Waldshut Grenze                                                     | Turgi–Koblenz–Waldshut                     | 1,8 km   | Staatsgrenze zur Schweiz                                                                          |
| 1999 | 19. Dez.      | Berlin Jungfernheide–Berlin Westhafen                                        | Berliner Ringbahn                          | 3,2 km   | S-Bahn Berlin (mit 750 V =), Wiederaufbau                                                         |

### 2000–2009
| Jahr | Tag und Monat | Strecke zwischen den Bahnhöfen                                                                                                | Teil der Gesamtverbindung                     | Länge km  | Bemerkungen                                        |
| ---- | ------------- | --- | --------------------------------------------- | --------- | -------------------------------------------------- |
| 2000 | 28. Mai       | Langenhagen Pferdemarkt – Hannover Flughafen                                                                                  | Langenhagen Pferdemarkt–Hannover Flughafen    | 3,5 km    | S-Bahn Hannover, Neubaustrecke                     |
| 2000 |               | Langenhagen Pferdemarkt – Bennemühlen                                                                                         | Hannover–Bremervörde                          |           | S-Bahn Hannover                                    |
| 2001 | 17. Sept.     | Berlin Schönhauser Allee – Berlin Gesundbrunnen                                                                               | Berliner Ringbahn                             | 1,8 km    | S-Bahn Berlin (mit 750 V =), Wiederaufbau          |
| 2001 | 17. Sept.     | Berlin Schönhauser Allee – Berlin Bornholmer Straße                                                                           | S-Bahn Berlin                                 | 1,7 km    | S-Bahn Berlin (mit 750 V =), neue Trasse           |
| 2002 | 15. Juni      | Berlin Westhafen – Berlin Gesundbrunnen                                                                                       | S-Bahn Berlin                                 | 3,5 km    | S-Bahn Berlin (mit 750 V =), Wiederaufbau          |
| 2002 | 15. Juli      | Siegburg/Bonn – Frankfurt Flughafen Fernbahnhof                                                                               | Schnellfahrstrecke Köln–Rhein/Main            | 143,3 km  | Schnellfahrstreckenneubau                          |
| 2002 | 15. Dez.      | Breckenheim – Wiesbaden Hbf                                                                                                   | Breckenheim–Wiesbaden                         | 13,2 km   | Abzweig der Schnellfahrstrecke Köln–Rhein/Main     |
| 2002 | 15. Dez.      | Dresden Neustadt – Dresden Flughafen                                                                                          | Dresden-Klotzsche–Dresden Flughafen           | 10,5 km   | S-Bahn Dresden                                     |
| 2002 | 15. Dez.      | Altchemnitz – Stollberg (Sachs)                                                                                               | Zwönitz–Chemnitz Süd                          | 16,3 km   | City-Bahn Chemnitz (mit 750 V =)                   |
| 2003 | 3. Nov.       | Schifferstadt – Speyer Hbf | Schifferstadt–Wörth                           | 9,1 km    | S-Bahn RheinNeckar                                 |
| 2003 | 14. Dez.      | Offenbach Ost – Rödermark-Ober Roden                                                                                          | Offenbach–Reinheim (Rodgaubahn)               | 20,4 km   | S-Bahn Rhein-Main                                  |
| 2003 | 14. Dez.      | Offenbach-Bieber – Dietzenbach                                                                                                | Offenbach-Bieber–Dietzenbach                  | 9,6 km    | S-Bahn Rhein-Main                                  |
| 2004 | 12. Juni      | Leipzig Messe – Gröbers | Neubaustrecke Erfurt–Leipzig/Halle            | 22,3 km   | Teil der Neubaustrecke Erfurt–Leipzig/Halle        |
| 2004 | 12. Juni      | Köln Flughafen Nordwest – Porz-Wahn Süd                                                                                       | Flughafenschleife Köln                        | 15,2 km   | Abzweig von der Schnellfahrstrecke Köln–Rhein/Main |
| 2005 | 24. Februar   | Berlin-Lichterfelde Süd – Teltow Stadt                                                                                        | Anhalter Vorortbahn                           | 2,9 km    | S-Bahn Berlin (mit 750 V =), Neubaustrecke         |
| 2005 | 7. Nov.       | Ferngleise der nördlichen Berliner Ringbahn Verbindungskurven in Richtung Berlin-Schönholz/Berlin-Pankow und Berlin-Grunewald | Berliner Ringbahn                             | ca. 20 km |                                                    |
| 2005 | Nov.          | Angermünde – Schwedt (Oder)                                                                                                   | Angermünde–Schwedt                            | 23,1 km   |                                                    |
| 2005 | 10. Dez.      | Berlin-Südkreuz – Verbindung zum Berliner Außenring                                                                           | Berlin–Halle                                  | 15 km     |                                                    |
| 2005 | 10. Dez.      | Öhringen-Cappel – Heilbronn Hbf                                                                                               | Crailsheim–Heilbronn                          | 24,3 km   | Stadtbahn Heilbronn                                |
| 2006 | 2. Februar    | Berlin Nord-Süd-Fernbahn | Nord-Süd-Fernbahn Berlin                      | 9,1 km    | Neubaustrecke                                      |
| 2006 | 13. Mai       | Nürnberg-Reichswald – Ingolstadt Nord                                                                                         | Schnellfahrstrecke Nürnberg–Ingolstadt        | 81,0 km   | Schnellfahrstreckenneubau                          |
| 2006 | 20. Juni      | Emden Hbf – Emden Außenhafen                                                                                                  | Emden–Emden Außenhafen                        | 3,1 km    |                                                    |
| 2006 | 4. Okt.       | Speyer Hbf – Germersheim | Schifferstadt–Wörth                           | 14,2 km   | S-Bahn RheinNeckar                                 |
| 2008 | 11. Dez.      | Hamburg-Ohlsdorf – Hamburg Airport (Flughafen)                                                                                | Flughafen-S-Bahn Hamburg                      | 3,1 km    | Neubaustrecke (mit 1200 V =)                       |
| 2008 | 14. Dez.      | Lübeck Hbf – Hamburg Hbf | Lübeck–Hamburg                                | 63,9 km   |                                                    |
| 2008 | 14. Dez.      | Lübeck Hbf – Schwartau Waldhalle                                                                                              | Lübeck–Puttgarden                             | 4,7 km    |                                                    |
| 2008 | 14. Dez.      | Schwartau Waldhalle – Lübeck-Travemünde Strand                                                                                | Schwartau Waldhalle–Lübeck-Travemünde Strand  | 15,6 km   |                                                    |
| 2008 | 14. Dez.      | Gemmenicher Tunnel | Aachen–Tongeren (Montzenroute)                | 0,6 km    | Staatsgrenze zu Belgien                            |
| 2009 | 13. Dez.      | Wendlingen (Neckar) – Kirchheim (Teck)                                                                                        | Wendlingen–Oberlenningen (Teckbahn)           | 6,5 km    | S-Bahn Stuttgart                                   |
| 2009 | 2. Nov.       | Neckargemünd – Bad Friedrichshall-Jagstfeld                                                                                   | Meckesheim–Bad Friedrichshall (Elsenztalbahn) | 47,4 km   | S-Bahn RheinNeckar / Stadtbahn Heilbronn           |
| 2009 | 2. Nov.       | Steinsfurt – Eppingen | Steinsfurt–Eppingen                           | 12,9 km   | S-Bahn RheinNeckar                                 |

### 2010–2019
| Jahr | Tag und Monat | Strecke zwischen den Bahnhöfen                       | Teil der Gesamtverbindung                             | Länge km       | Bemerkungen |
| ---- | ------------- | ---------------------------------------------------- | ----------------------------------------------------- | -------------- | --- |
| 2010 | 10. Mai       | Meckesheim – Aglasterhausen                          | Meckesheim–Neckarelz                                  | 19,1 km        | S-Bahn RheinNeckar |
| 2010 | 1. Okt.       | Borna (b Leipzig) – Geithain                         | Neukieritzsch–Chemnitz                                | 17,8 km        | S-Bahn Mitteldeutschland, fahrplanmäßiger elektrischer Betrieb seit Eröffnung des City-Tunnels in Leipzig am 15. Dezember 2013 |
| 2010 | 30. Nov.      | Germersheim – Wörth (Rhein)                          | Schifferstadt–Wörth                                   | 26,3 km        | Stadtbahn Karlsruhe |
| 2010 | 4. Dez.       | Verbindungskurve Weißig (b Großenhain) – Böhla       | Weißig–Böhla                                          | 7,5 km         | Streckenneubau (Abzw Leckwitz–Abzw Kottewitz) |
| 2010 | 12. Dez.      | Lauf (links Pegnitz) – Hartmannshof                  | Nürnberg–Irrenlohe                                    | 20,2 km        | S-Bahn Nürnberg |
| 2011 | 16. Februar   | Regensburg Hbf – Regensburg Hafen                    | Regensburg–Hof                                        | 3,1 km         | |
| 2011 | 29. März      | Abzw Bamme – Rathenow                                | Berlin–Lehrte                                         | 5,3 km         | Ausweichstrecke während des Baubetriebs auf der Schnellfahrstrecke Hannover–Berlin |
| 2011 | 31. März      | Glasower Damm Ost–Bohnsdorf Süd                      | Glasower Damm Ost–Bohnsdorf Süd                       | 13,6 km 1,8 km | Neubaustrecke, Fernbahn (mit 15 kV, 16,7 Hz ~); Erste Teileröffnung der Schienenanbindung des Flughafens Berlin Brandenburg. Reiseverkehr erst ab Oktober 2020.                                                                             |
| 2011 | 11. Dez.      | Bremen-Vegesack – Bremen-Farge                       | Bremen-Farge–Bremen-Vegesack                          | 10,4 km        | Regio-S-Bahn Bremen/Niedersachsen |
| 2011 | 11. Dez.      | Graben-Neudorf – Germersheim                         | Bruchsal–Germersheim                                  | 16,2 km        | S-Bahn RheinNeckar |
| 2012 | 2. Juni       | Berlin-Schönefeld Flughafen–Berlin Flughafen BER     | Grünauer Kreuz–Berlin Flughafen BER                   | 7,7 km         | Neubaustrecke, S-Bahn-Anbindung Flughafen Berlin Brandenburg (mit 750 V =), aufgrund verschobener Eröffnung des Flughafens erst ab Oktober 2020 Personenverkehr.                                                                            |
| 2013 | 15. Juli      | Bad Krozingen – Münstertal (Schwarzwald)             | Bad Krozingen–Münstertal                              | 11,0 km        | Betrieb mit Elektrotriebwagen erst seit 21. September 2013. |
| 2013 | 5. Okt.       | Erzingen (Baden) – Schaffhausen                      | Basel–Konstanz (Hochrheinbahn)                        | 18,4 km        | Betrieb mit Elektrotriebwagen erst seit 15. Dezember 2013, DB-Strecke auf Schweizer Gebiet |
| 2013 | 15. Dez.      | Lindern – Heinsberg (Rheinl)                         | Lindern–Heinsberg (Rheinl)                            | 12,2 km        | |
| 2013 | 15. Dez.      | Reichenbach (Vogtl) ob Bf – Hof Hbf                  | Leipzig–Hof                                           | 73,8 km        | |
| 2014 | 1. Dez.       | Türkismühle – Neubrücke (Nahe)                       | Saarbrücken–Bingen (Nahetalbahn)                      | 6,1 km         | |
| 2014 | 14. Dez.      | Dachau – Altomünster                                 | Dachau–Altomünster                                    | 29,9 km        | S-Bahn München |
| 2015 | 13. Dez.      | Erfurt Hbf – Gröbers und Planena – Halle-Ammendorf   | Schnellfahrstrecke Erfurt–Leipzig/Halle               | 100,7 km       | Neubaustrecke Verkehrsprojekt Deutsche Einheit Nr. 8 |
| 2017 | 10. Dez.      | Unterleiterbach –Erfurt Hbf                          | Schnellfahrstrecke Nürnberg–Erfurt                    | 106,8 km       | Neubaustrecke Verkehrsprojekt Deutsche Einheit Nr. 8 |
| 2018 | 29. Okt.      | Knappenrode – Horka (Staatsgrenze Deutschland/Polen) | Węgliniec–Roßlau                                      | 54,4 km        | Aufnahme des regulären Zugbetriebes am 9. Dezember 2018. |
| 2018 | 6. Dez.       | Neufahrner Kurve                                     | Neufahrner Spange                                     | 2,3 km         | Neubaustrecke, östliche Anbindung der Bahnstrecke München–Regensburg an die Neufahrner Spange. Aufnahme des regulären Zugbetriebes am 9. Dezember 2018.                                                                                     |
| 2018 | 7. Dez.       | Herzogenrath – Staatsgrenze Deutschland/Niederlande  | Sittard–Herzogenrath                                  | 1,3 km         | Aufnahme des regulären Zugbetriebes am 27. Januar 2019 nach Zulassung der Elektrotriebwagen in Deutschland. |
| 2018 | 9. Dez.       | km 0,520 – Ludwigshafen (Rhein) BASF Pbf Nord        | Ludwigshafen Hbf–Ludwigshafen BASF                    | 6 km           | |
| 2019 | 28. Okt.      | Gottenheim – Riegel am Kaiserstuhl Ort               | Riegel–Gottenheim (Kaiserstuhlbahn)                   | 11,7 km        | Breisgau-S-Bahn 2020, elektrischer Betrieb seit 15. Dezember 2019. |
| 2019 | 28. Okt.      | Riegel-Malterdingen – Breisach                       | Riegel–Breisach (Kaiserstuhlbahn)                     | 25,9 km        | Breisgau-S-Bahn 2020, zwischen Endingen und Riegel am Kaiserstuhl Ort elektrischer Betrieb seit 15. Dezember 2019, durchgehender elektrischer Betrieb zwischen Breisach und Riegel-Malterdingen wegen Fahrzeugmangel erst ab Frühjahr 2021. |
| 2019 | 2. Dez.       | Neustadt (Schwarzwald) – Donaueschingen              | Freiburg–Donaueschingen (Höllentalbahn (Schwarzwald)) | 39,8 km        | Breisgau-S-Bahn 2020 |
| 2019 | 14. Dez.      | Böblingen – Dettenhausen                             | Böblingen–Dettenhausen (Schönbuchbahn)                | 17,0 km        | Zunächst Wiederaufnahme des Betriebs auf Teilstrecke Holzgerlingen – Dettenhausen mit Dieseltriebwagen, seit dem 14. Dezember 2019 elektrischer Betrieb auf der Gesamtstrecke.                                                              |
| 2019 | 15. Dez.      | Freiburg Hbf – Breisach                              | Freiburg–Colmar                                       | 22,5 km        | Breisgau-S-Bahn 2020, elektrischer Betrieb auf Teilstrecke Gottenheim – Breisach erst ab 17. Februar 2020. |

### 2020–2024
| Jahr | Tag und Monat     | Strecke zwischen den Bahnhöfen                         | Teil der Gesamtverbindung                            | Länge km    | Bemerkungen |
| ---- | ----------------- | ------------------------------------------------------ | ---------------------------------------------------- | ----------- | --- |
| 2020 | 13. Dez.          | Geltendorf – Buchloe                                   | München–Buchloe                                      | 25,9 km     | Zusammen ca. 157 km im Rahmen der Ausbaustrecke München–Lindau. |
| 2020 | 13. Dez.          | Hergatz – Lindau-Insel                                 | Buchloe–Lindau                                       | 23,1 km     | Zusammen ca. 157 km im Rahmen der Ausbaustrecke München–Lindau. |
| 2020 | 13. Dez.          | Buchloe – Memmingen                                    | Buchloe–Memmingen                                    | 46,1 km     | Zusammen ca. 157 km im Rahmen der Ausbaustrecke München–Lindau. |
| 2020 | 13. Dez.          | Leutkirch – Memmingen                                  | Leutkirch–Memmingen                                  | 31,5 km     | Zusammen ca. 157 km im Rahmen der Ausbaustrecke München–Lindau. |
| 2020 | 13. Dez.          | Leutkirch – Kißlegg                                    | Herbertingen–Isny                                    | 10,9 km     | Zusammen ca. 157 km im Rahmen der Ausbaustrecke München–Lindau. |
| 2020 | 13. Dez.          | Hergatz – Kißlegg                                      | Kißlegg–Hergatz                                      | 18,6 km     | Zusammen ca. 157 km im Rahmen der Ausbaustrecke München–Lindau. |
| 2020 | 13. Dez.          | Lindau-Aeschach Abzw – Lindau-Reutin                   | Aeschacher Kurve                                     | 1 km        | Zusammen ca. 157 km im Rahmen der Ausbaustrecke München–Lindau. |
| 2020 | 16. Dez.          | Denzlingen – Waldkirch                                 | Denzlingen–Elzach (Elztalbahn)                       | 7,1 km      | Breisgau-S-Bahn 2020 |
| 2021 | 14. Nov.          | Waldkirch – Elzach                                     | Denzlingen–Elzach (Elztalbahn)                       | 12,2 km     | Breisgau-S-Bahn 2020 |
| 2021 | 12. Dez.          | Ulm Hbf – Friedrichshafen Stadt                        | Ulm–Friedrichshafen                                  | 103,6 km    | Die Maßnahme umfasste die 124,9 km lange Bahnverbindung von Ulm über Friedrichshafen nach Lindau mit den Bahnstrecken Ulm–Friedrichshafen, Friedrichshafen–Lindau und Friedrichshafen Stadt–Friedrichshafen Hafen sowie den Abschnitt Laupheim West–Laupheim Stadt der Bahnstrecke Laupheim West–Schwendi in Verbindung mit der Verbindungskurve Laupheim Kurve Süd–Laupheim Kurve Ost.                             |
| 2021 | 12. Dez.          | Friedrichshafen Stadt – Lindau-Insel                   | Friedrichshafen–Lindau                               | 22,6 km     | Die Maßnahme umfasste die 124,9 km lange Bahnverbindung von Ulm über Friedrichshafen nach Lindau mit den Bahnstrecken Ulm–Friedrichshafen, Friedrichshafen–Lindau und Friedrichshafen Stadt–Friedrichshafen Hafen sowie den Abschnitt Laupheim West–Laupheim Stadt der Bahnstrecke Laupheim West–Schwendi in Verbindung mit der Verbindungskurve Laupheim Kurve Süd–Laupheim Kurve Ost.                             |
| 2021 | 12. Dez.          | Friedrichshafen Stadt – Friedrichshafen Hafen          | Friedrichshafen Stadt–Friedrichshafen Hafen          | 0,82 km     | Die Maßnahme umfasste die 124,9 km lange Bahnverbindung von Ulm über Friedrichshafen nach Lindau mit den Bahnstrecken Ulm–Friedrichshafen, Friedrichshafen–Lindau und Friedrichshafen Stadt–Friedrichshafen Hafen sowie den Abschnitt Laupheim West–Laupheim Stadt der Bahnstrecke Laupheim West–Schwendi in Verbindung mit der Verbindungskurve Laupheim Kurve Süd–Laupheim Kurve Ost.                             |
| 2021 | 12. Dez.          | Laupheim West – Laupheim Stadt                         | Laupheim West–Schwendi                               | 2,5 km      | Die Maßnahme umfasste die 124,9 km lange Bahnverbindung von Ulm über Friedrichshafen nach Lindau mit den Bahnstrecken Ulm–Friedrichshafen, Friedrichshafen–Lindau und Friedrichshafen Stadt–Friedrichshafen Hafen sowie den Abschnitt Laupheim West–Laupheim Stadt der Bahnstrecke Laupheim West–Schwendi in Verbindung mit der Verbindungskurve Laupheim Kurve Süd–Laupheim Kurve Ost.                             |
| 2021 | 12. Dez.          | Laupheim Kurve Süd – Laupheim Kurve Ost                | Südkurve Laupheim                                    | 0,4 km      | Die Maßnahme umfasste die 124,9 km lange Bahnverbindung von Ulm über Friedrichshafen nach Lindau mit den Bahnstrecken Ulm–Friedrichshafen, Friedrichshafen–Lindau und Friedrichshafen Stadt–Friedrichshafen Hafen sowie den Abschnitt Laupheim West–Laupheim Stadt der Bahnstrecke Laupheim West–Schwendi in Verbindung mit der Verbindungskurve Laupheim Kurve Süd–Laupheim Kurve Ost.                             |
| 2021 | 12. Dez.          | Grenze bei Schönbichl – Pfronten-Steinach              | Garmisch-Partenkirchen–Kempten (Allgäu)              | ca. 1,7 km  | |
| 2022 | 1. Feb.           | Wesel – Bocholt                                        | Wesel–Bocholt (Bocholter Bahn)                       | 20,3 km     | |
| 2022 | Juli              | Drei Gleise im Chemnitzer Hauptbahnhof                 | Chemnitz Hauptbahnhof                                | ca. 0,5 km  | Elektrifizierung des letzten fahrleitungsfreien Gleises 28 am Bahnsteig 5 in der Bahnhofshalle für den elektrischen Betrieb Chemnitz–Leipzig (vorgezogene Teilmaßnahme der ohnehin geplanten Streckenelektrifizierung) sowie Herstellung der elektrischen Systemtrennstelle zum Straßenbahnnetz (Gleise 31 und 32 im Zulauf auf die Bahnsteige 4 und 3) für den elektrischen Zweisystembetrieb im Chemnitzer Modell |
| 2022 | 10. Dez.          | Metzingen – Bad Urach                                  | Metzingen–Bad Urach (Ermstalbahn)                    | 10,4 km     | Im Rahmen der Regional-Stadtbahn Neckar-Alb |
| 2022 | 11. Dez.          | Wendlingen – Ulm                                       | Wendlingen–Ulm (mit Güterzuganbindung)               | 59,6 km     | Neubaustrecke, Neu- und Ausbaustrecke Stuttgart–Augsburg, Bahnprojekt Stuttgart–Ulm |
| 2022 | 12. Dez.          | Oldenburg Hbf – Wilhelmshaven                          | Oldenburg–Wilhelmshaven                              | 52,4 km     | Ausbau im Zuge der Anbindung des JadeWeserPorts |
| 2022 | 12. Dez.          | Sande – Abzweig Schortens Weißer Floh                  | Sande–Norden                                         | 6,3 km      | Ausbau im Zuge der Anbindung des JadeWeserPorts |
| 2022 | 12. Dez.          | Abzweig Schortens Weißer Floh – Wilhelmshaven Ölweiche | Abzweig Schortens Weißer Floh–Wilhelmshaven Ölweiche | 10,5 km     | Ausbau im Zuge der Anbindung des JadeWeserPorts |
| 2022 | 12. Dez.          | Anschlussgleise im JadeWeserPort                       | Strecke 1554                                         | 20 km       | Elektrifizierung des 4 km langen Anschlussgleises und der Vorstellgruppe mit 16 Gleisen durch die JadeWeserPort Realisierungs GmbH & Co. KG |
| 2022 | 12. Dez.          | Tübingen Hbf – Herrenberg                              | Tübingen–Herrenberg (Ammertalbahn)                   | 21,4 km     | Im Rahmen der Regional-Stadtbahn Neckar-Alb |
| 2023 | Mitte 2023        | Elektrifizierung der Gleise 40 und 41                  | Bahnhof Büchen                                       | ca. 1 km    | Elektrifizierung für Schleswig-Holstein Akku-Nachladeinfrastruktur XMU |
| 2023 | April 2023        | Oberleitungsinselanlage auf Gleis 7                    | Bahnhof Biberach (Baden)                             | ca. 0,1 km  | Ortenau-S-Bahn |
| 2023 | 21. Sep.          | Elektrifizierung am Bahnsteig 2                        | Annaberg-Buchholz Süd                                | ca. 0,01 km | Aufbau der ersten mobilen Ladestation in Deutschland, mit einer Sonderspannung von 15 kV bei 50 Hz. Im Jahr 2024 sollen einige Leistungen der Akkuzüge zwischen Leipzig und Chemnitz bis Annaberg-Buchholz durchgebunden werden. |
| 2023 | November          | Elektrifizierung des Gleises 2b                        | Kiel Hauptbahnhof                                    | ca. 1 km    | Elektrifizierung für Schleswig-Holstein Akku-Nachladeinfrastruktur XMU |
| 2023 | Dezember          | Elektrifizierung des Gleises 6b                        | Kiel Hauptbahnhof                                    | ca. 1 km    | Elektrifizierung für Schleswig-Holstein Akku-Nachladeinfrastruktur XMU |
| 2023 | Dezember          | Elektrifizierung des Gleises 5                         | Bahnhof Bad Oldesloe                                 | ca. 1 km    | Elektrifizierung für Schleswig-Holstein Akku-Nachladeinfrastruktur XMU |
| 2023 | Dezember          | Flensburg – Nähe Maasbüll                              | Kiel–Flensburg                                       | ca. 5 km    | Elektrifizierung für Schleswig-Holstein Akku-Nachladeinfrastruktur XMU |
| 2024 | 19. Feb.          | Frankfurt (Main) West – Bad Vilbel                     | Main-Weser-Bahn                                      | 13 km       | Neubau separater S-Bahn-Gleise |
| 2024 | 8. Mai            | Oberleitungsinselanlage auf Gleisen 4 und 5            | Bahnhof Heide (Holst)                                | ca. 1 km    | Elektrifizierung für Schleswig-Holstein Akku-Nachladeinfrastruktur XMU |
| 2024 | 17. Juni          | Hofheim – Bürstadt                                     | Nibelungenbahn                                       | 4,6 km      | Im Zusammenhang mit der Totalsperrung der Riedbahn während der Generalsanierung |
| 2024 | 13. November      | Oberleitungsinselanlage auf Gleisen 1, 3 und 5         | Bahnhof Husum                                        | ca. 1 km    | Elektrifizierung für Schleswig-Holstein Akku-Nachladeinfrastruktur XMU |
| 2024 | 15. Dezember 2024 | Oberleitungsinselanlage auf Gleisen 1 und 2            | Bahnhof Tönning                                      | ca. 1 km    | Elektrifizierung für Schleswig-Holstein Akku-Nachladeinfrastruktur XMU |
| 2024 | 15. Dezember 2024 | Kiel-Hassee CITTI-PARK – Kiel Hauptbahnhof             | Kiel–Flensburg                                       | 3,4 km      | Elektrifizierung für Schleswig-Holstein Akku-Nachladeinfrastruktur XMU |

### In Bau oder fortgeschrittene Planung
| Jahr                             | Strecke zwischen den Bahnhöfen                                                                      | Teil der Gesamtverbindung | Länge km     | Bemerkungen |
| -------------------------------- | --------------------------------------------------------------------------------------------------- | --- | ------------ | --- |
| 2025                             | Berliner Ringbahn – Berlin Hauptbahnhof                                                             | City-S-Bahn | 3,9 km       | S-Bahn Berlin (mit 750 V =), Neubaustrecke |
| 2025                             | Stuttgart – Wendlingen                                                                              | Stuttgart 21, u. a. mit Stuttgart–Wendlingen, Tunnel Obertürkheim, Abstellbahnhof Untertürkheim, Tunnel Flughafen, S-Bahn-Verlegung über Mittnachtstraße | 57 km        | Teil des Projektes Stuttgart 21, insgesamt sollen 57 km elektrifizierte Neubaustrecke im Großraum Stuttgart in Betrieb genommen werden. Teil der Neu- und Ausbaustrecke Stuttgart–Augsburg. Probebetrieb ab 2025, regulärer Zugbetrieb ab Dezember 2026. |
| Dezember 2025                    | Berlin Südkreuz – Blankenfelde                                                                      | Berlin–Dresden | ca. 16 km    | Zweigleisiger Wiederaufbau sowie Neubau einer Verbindungskurve zum Berliner Außenring |
| Dezember 2025                    | Remagen – Ahrbrück                                                                                  | Ahrtalbahn | 42,4 km      | Elektrifizierung im Zuge des Wiederaufbaus nach den Schäden beim Hochwasser vom Juli 2021 |
| März 2026                        | Chemnitz Hauptbahnhof km 0,600 – Chemnitz Süd km 3,200 (Railport Chemnitz)                          | Bahnstrecke Chemnitz–Adorf | 2,6 km       | Für 6 Millionen Euro werden die Gleise 1 (bis Weiche 18), 2 (bis Weiche 20) und 3 (bis Weiche 31) elektrifiziert. Das an das Gleis 3 anschließende Gleis 3a wird nach Weichenende der Weiche 31 noch weitere 50 m bespannt. Die Gleise 4 und 5 werden anschließend an die Weiche 5 ebenfalls mit einer Spitzenbespannung versehen, nach Weichenende auf einer elektrisch nutzbaren Länge von etwa 120 m. |
| 2026                             | Niederwiesa – Hainichen                                                                             | Roßwein–Niederwiesa | 17,5 km      | Strecke des Chemnitzer Modells |
| 2026                             | Bonn – Euskirchen                                                                                   | Voreifelbahn | 34,2 km      | Elektrifizierungen im Rahmen des Ausbaus der S-Bahn Köln für rund 400 Millionen Euro (inklusive der Eifelstrecke) auf den Strecken in NRW |
| 2026                             | Euskirchen – Bad Münstereifel                                                                       | Erfttalbahn | 12,8 km      | Elektrifizierungen im Rahmen des Ausbaus der S-Bahn Köln für rund 400 Millionen Euro (inklusive der Eifelstrecke) auf den Strecken in NRW |
| 2026                             | Wilhelmshaven Ölweiche – Wilhelmshaven Nord                                                         | Schortens Weißer Floh–Wilhelmshaven Ölweiche | 4,7 km       | Ausbauprogramm „Elektrische Güterbahn“, 16,7 Mio. € Kosten. Verhältnis Vorteile zu Kosten 1,17 durch Vorteile für den Streckenansiedler Bulk Terminal Wilhelmshaven. |
| 2026                             | Berlin-Schönholz–Berlin Gesundbrunnen (Bornholmer Straße (Bft))                                     | Berliner Nordbahn | 1,3 km       | Elektrifizierte Anbindung Abstellanlage Schönholz auf Strecke 6088 |
| 2026                             | Gardelegen – Nahrstedt und Schönhausen (Elbe) – Landesgrenze Sachsen-Anhalt/Brandenburg             | Lehrter Stammbahn | 36 km        | Elektrifizierung zur Schaffung von Umfahrungsmöglichkeiten während der Sanierung der Schnellfahrstrecke |
| Dezember 2026                    | Erweiterung der Oberleitung an Gleis 39                                                             | Kaiserslautern Hauptbahnhof | 0,08 km      | Nachladeinfrastruktur für akkubetriebene Fahrzeuge |
| Dezember 2026                    | Neuss Hbf – Kaarster See                                                                            | Neuss–Viersen | 7,1 km       | Strecke der S28 |
| Dezember 2026                    | Erkrath Nord – Hahnenfurth-Düssel                                                                   | Düsseldorf-Derendorf–Dortmund Süd | zirka 15 km  | Strecke der S28 |
| Dezember 2026                    | Görlitz – Grenze zu Polen                                                                           | Bahnstrecke Węgliniec–Görlitz | 1 km         | Elektrifizierung mit 3000 V Gleichspannung |
| 2027                             | Bad Vilbel – Glauburg-Stockheim                                                                     | Bad Vilbel–Glauburg-Stockheim (Niddertalbahn) | 31 km        | |
| 2027                             | Stollberg – St. Egidien                                                                             | Stollberg–St. Egidien | 20,3 km      | Strecke des Chemnitzer Modells, davon 3,5 km Neubaustrecke von Stollberg bis zum Abzweig Niederwürschnitz, teilweise mit 750 V = |
| Ende 2027                        | Passow (Uckermark) – Staatsgrenze Deutschland/Polen                                                 | Berlin–Stettin | 30,4 km      | zweigleisiger Ausbau und Elektrifizierung |
| Dezember 2027                    | Gessertshausen–Langenneufnach                                                                       | Gessertshausen–Türkheim | 13,3 km      | Elektrifizierung im Zuge einer Streckenreaktivierung |
| Dezember 2027                    | Basel Bad Bf. – Erzingen (Baden)                                                                    | Hochrheinbahn | 74,9 km      | |
| Mitte 2028                       | Hamburg-Eidelstedt – Kaltenkirchen                                                                  | Hamburg-Altona–Neumünster | 30,0 km      | |
| 2028                             | Friedrichsdorf (Taunus) – Usingen                                                                   | Friedrichsdorf–Albshausen, Friedrichsdorf–Brandoberndorf                                                                                                 | 17,7 km      | Verlängerung der Linie S5 der S-Bahn Rhein-Main |
| 2028                             | Friedrichsdorf (Taunus) – Friedberg (Hessen)                                                        | Bahnstrecke Friedrichsdorf–Friedberg | 14,7 km      | Elektrifizierung als Umleitung für den Ausbau der Main-Weser-Bahn |
| 2028                             | Abzweig Delkenheim – Abzweig Diedenbergen                                                           | Wallauer Spange | ca. 4 km     | zweigleisige Neubaustrecke, die das direkte Führen von Zügen von Wiesbaden Hauptbahnhof über die Bahnstrecke Breckenheim–Wiesbaden und Schnellfahrstrecke Köln–Rhein/Main in Richtung Frankfurt am Main Flughafen Fernbahnhof ermöglicht |
| 2028                             | Lübeck–Bad Kleinen                                                                                  | Lübeck–Bad Kleinen | 63 km        | Inklusive Neubau der Verbindungskurve Bad Kleinen |
| Dezember 2028                    | Homburg – Zweibrücken                                                                               | Homburg–Zweibrücken | 7,5 km       | Reaktivierung und Elektrifizierung, Verlängerung der S1 S-Bahn Rhein-Neckar |
| Dezember 2028                    | Oberleitungsinselanlage an allen fünf Bahngleisen                                                   | Landau (Pfalz) Hauptbahnhof | 0,7 km       | Nachladeinfrastruktur für akkubetriebene Fahrzeuge |
| Dezember 2028                    | Oberleitungsinselanlage an vier Bahngleisen                                                         | Bahnhof Pirmasens Nord | 0,7 km       | Nachladeinfrastruktur für akkubetriebene Fahrzeuge |
| Dezember 2028                    | Bahnhof Pirmasens Nord – Neuer Fehrbacher Tunnel                                                    | Biebermühlbahn | 3,2 km       | Nachladeinfrastruktur für akkubetriebene Fahrzeuge |
| Dezember 2028                    | Elektrifizierung von Gleis 3                                                                        | Zweibrücken Hauptbahnhof | ca. 1 km     | Nachladeinfrastruktur für akkubetriebene Fahrzeuge |
| 2028                             | Ruhland – Schwarzheide BASF                                                                         | Finsterwalde–Schipkau | ca. 3 km     | Maßnahme aus Investitionsgesetz Kohleregionen (InvKG) |
| 12/2028                          | Elektrifizierung Gleis 306 am Bahnsteig 3                                                           | Bahnhof Fröttstädt | ca. 1 km     | Infrastrukturelle Maßnahmen zur Vorbereitung des Einsatzes von batterieelektrischen Triebfahrzeugen im „Mittelthüringer Akku-Netz“ |
| 12/2028                          | Elektrifizierung Gleis 5 (Bahnsteiggleis Bahnsteig 1a)                                              | Bahnhof Gotha | ca. 1 km     | Infrastrukturelle Maßnahmen zur Vorbereitung des Einsatzes von batterieelektrischen Triebfahrzeugen im „Mittelthüringer Akku-Netz“ |
| Frühestens 2028                  | Ebersberg – Wasserburg (Inn) Bf                                                                     | Grafing–Wasserburg | ca. 18 km    | Bahnausbau Region München. Sollten bei einer Untersuchung im Jahr 2024 Kiebitzvorkommen im Gebiet festgestellt werden, würde die Suche nach Ausgleichsflächen zu weiteren zeitlichen Verzögerungen führen. |
| 2028                             | Hürth-Kalscheuren – Ehrang                                                                          | Hürth-Kalscheuren–Ehrang | 163,5 km     | Elektrifizierung in Rheinland-Pfalz im Zuge des Wiederaufbaus nach den Schäden beim Hochwasser vom Juli 2021. |
| 2028                             | Oberleitungsinselanlage                                                                             | Bahnhof Coesfeld (Westf) | ca. 1 km     | BEMU-Einsatz auf RE 14 (Essen–Bottrop–Dorsten–Borken/Coesfeld) |
| 2028                             | Oberleitungsinselanlage                                                                             | Bahnhof Kleve | ca. 1 km     | BEMU-Einsatz auf RE 10 (Kleve–Geldern–Krefeld–Düsseldorf) |
| 2028                             | Wemmetsweiler Kurve – Illingen                                                                      | Primstalbahn | ca. 3 km     | Strecke 3274 Wemmetsweiler – Lebach und Wemmetsweiler Kurve (Strecke 3277) |
| Dezember 2028                    | Bernhausen–Neuhausen                                                                                | Bahnstrecke Stuttgart-Rohr–Filderstadt | 3,9 km       | Verlängerung der S-Bahn auf der Trasse der ehemaligen Filderbahn |
| 2029                             | München Flughafen – Abzweig Obergeislbach                                                           | Erdinger Ringschluss | ca. 22 km    | Neubaustrecke, Bahnausbau Region München |
| 2029                             | Geithain – Chemnitz                                                                                 | Neukieritzsch–Chemnitz | 36 km        | Gesamtprojekt „Elektrifizierung Leipzig–Chemnitz“ |
| 2029                             | Vienenburg – Goslar                                                                                 | Vienenburg–Goslar | 13 km        | „Teilnetz-Elektrifizierung Nordharz“ für den Einsatz von Akkumulatortriebzügen in mehreren SPNV-Netzen (Harz-Heide-Netz, Südniedersachsen-Netz u. A.) |
| 2029                             | Grauhof – Goslar                                                                                    | Hildesheim–Goslar | ca. 5 km     | „Teilnetz-Elektrifizierung Nordharz“ für den Einsatz von Akkumulatortriebzügen in mehreren SPNV-Netzen (Harz-Heide-Netz, Südniedersachsen-Netz u. A.) |
| 2029                             | Braunschweig Hbf – nördl. Rüningen                                                                  | Braunschweig–Bad Harzburg | ca. 3 km     | „Teilnetz-Elektrifizierung Nordharz“ für den Einsatz von Akkumulatortriebzügen in mehreren SPNV-Netzen (Harz-Heide-Netz, Südniedersachsen-Netz u. A.) |
| 2029                             | Vienenburg – Bad Harzburg                                                                           | Braunschweig–Bad Harzburg | 8 km         | „Teilnetz-Elektrifizierung Nordharz“ für den Einsatz von Akkumulatortriebzügen in mehreren SPNV-Netzen (Harz-Heide-Netz, Südniedersachsen-Netz u. A.) |
| 2029                             | Bad Harzburg – Oker                                                                                 | Bad Harzburg–Oker | 7 km         | „Teilnetz-Elektrifizierung Nordharz“ für den Einsatz von Akkumulatortriebzügen in mehreren SPNV-Netzen (Harz-Heide-Netz, Südniedersachsen-Netz u. A.) |
| 2029                             | Braunschweig – Gifhorn Stadt                                                                        | Braunschweig–Wieren | 37 km        | BEMU-Einsatz Braunschweig–Uelzen |
| 2029                             | Oberleitungsinselanlage                                                                             | Bahnhof Soltau |              | Elektrifizierung für BEMU-Einsatz im Heidekreuz |
| 2029                             | Oberleitungsinselanlage                                                                             | Bahnhof Dannenberg Ost |              | Elektrifizierung für BEMU-Einsatz im Heidekreuz |
| 2029                             | Oebisfelde–Glindenberg                                                                              | Oebisfelde–Glindenberg | 55 km        | Ausbauprogramm „Elektrische Güterbahn“ |
| Dezember 2029                    | Bad Schwartau – Ratekau und Göhl – Puttgarden                                                       | Lübeck–Puttgarden | 94 km        | Hinterlandanbindung zur festen Fehmarnbeltquerung inklusive 55 km Neubaustrecke |
| Dezember 2029                    | Stolberg (Rheinl) Hbf–Alsdorf–Herzogenrath inklusive Abzweig Alsdorf-Kellersberg–Alsdorf Mariagrube | Stolberg–Herzogenrath | 19,7 km      | Außenast der Euregiobahn |
| Dezember 2029                    | Oberleitungsinselanlage an allen drei Bahngleisen                                                   | Bahnhof Winden (Pfalz) | 1 km         | Nachladeinfrastruktur für akkubetriebene Fahrzeuge |
| Dezember 2029                    | Oberleitungsinselanlage an beiden Bahngleisen                                                       | Bahnhof Kusel | 0,3 km       | Nachladeinfrastruktur für akkubetriebene Fahrzeuge |
| Dezember 2029                    | Oberleitungsinselanlage                                                                             | Bahnhof Lauterecken-Grumbach | 0,7 km       | Nachladeinfrastruktur für akkubetriebene Fahrzeuge |
| Dezember 2029                    | Pünderich–Traben-Trarbach                                                                           | Pünderich–Traben-Trarbach (Moselweinbahn) | 10,3 km      | Die DB Netz hat im Dezember 2021 die Planungsleistungen für die Elektrifizierung der Leistungsphasen 1–2, optional der Leistungsphasen 3–4 und 6–7, vergeben. |
| 2030                             | Weimar – Gera                                                                                       | Weimar–Gera | 68 km        | Elektrifizierung noch fehlender Abschnitte der Mitte-Deutschland-Verbindung |
| 2030                             | Gößnitz – Gera                                                                                      | Gößnitz–Gera | 35 km        | Elektrifizierung noch fehlender Abschnitte der Mitte-Deutschland-Verbindung |
| ca. 2030                         | Elektrifizierung der Gleise 10 bis 15                                                               | Bahnhof Bamberg | ca. 1 km     | Ausbau Knoten Bamberg |
| ca. 2030                         | Neubau eines elektrifizierten Hafengleises in veränderter Lage                                      | Hafen Bamberg | 2,2 km       | Ausbau Knoten Bamberg |
| 2031                             | Leipzig – Geithain                                                                                  | Leipzig–Geithain | 44 km        | Gesamtprojekt „Elektrifizierung Leipzig–Chemnitz“ |
| 2031                             | Höxter Rathaus – Holzminden                                                                         | Altenbeken–Kreiensen | 8 km         | BEMU-Einsatz Paderborn–Holzminden/Bad Harzburg |
| 2031                             | Coesfeld (Westf) – Gronau (Westf)                                                                   | Dortmund–Gronau | 25 km        | BEMU-Einsatz Dortmund–Enschede |
| 2031                             | Münster Zentrum Nord – Gronau Grenze (D/NL)                                                         | Münster–Enschede | 55 km        | |
| 2031                             | OLIA Brilon Stadt                                                                                   | Paderborn–Brilon Wald | < 1 km       | BEMU-Einsatz Brilon Stadt–Marburg |
| Dezember 2031                    | Stolberg (Rheinl) Hbf–Eschweiler-Weisweiler–Langerwehe                                              | Mönchengladbach–Stolberg | 12,5 km      | Außenast der Euregiobahn |
| 2032                             | OLIA Erndtebrück                                                                                    | Kreuztal–Cölbe | < 1 km       | BEMU-Einsatz Siegen–Bad Berleburg/Marburg |
| 2032                             | Niebüll – Dagebüll Mole                                                                             | Kleinbahn Niebüll–Dagebüll | 13,7 km      | |
| 2033                             | Kempten (Allgäu)–Neu-Ulm                                                                            | Kempten (Allgäu)–Neu-Ulm | 84,7 km      | Bayerische Elektromobilitäts-Strategie Schiene zur Reduzierung des Dieselverkehrs im Bahnnetz in Bayern |
| 2033                             | Senden–Weißenhorn                                                                                   | Senden–Weißenhorn | ca. 9,8 km   | Bayerische Elektromobilitäts-Strategie Schiene zur Reduzierung des Dieselverkehrs im Bahnnetz in Bayern |
| 2033                             | Oberstdorf-Kempten                                                                                  | Oberstdorf–Immenstadt und Immenstadt–Kempten | ca. 42,74 km | Bayerische Elektromobilitäts-Strategie Schiene zur Reduzierung des Dieselverkehrs im Bahnnetz in Bayern |
| Dezember 2033                    | Stolberg (Rheinl) Hbf–Stolberg-Altstadt                                                             | Stolberg–Walheim | 3,7 km       | Außenast der Euregiobahn |
| Dezember 2033 bzw. Dezember 2035 | Stolberg-Altstadt–Stolberg-Breinig–(Bundesgrenze)                                                   | Stolberg–Walheim | 17,4 km      | Außenast der Euregiobahn |
| Dezember 2033 bzw. Dezember 2035 | Alsdorf Abzweig Kellersberg–Aldenhoven-Siersdorf                                                    | Kellersberg–Siersdorf | 5,6 km       | Zu reaktivierende Strecke |
| 2034                             | Wustermark – Abzweig Bamme, Rathenow – Abzweig Staffelde und Abzweig Nahrstedt – Vorsfelde          | Lehrter Stammbahn | ca. 100 km   | Komplettelektrifizierung der Lehrter Stammbahn. |
| 2034                             | Radolfzell – Stockach                                                                               | Radolfzell–Mengen | ca. 17,6 km  | Ausschreibung planungsbezogener Leistungen 2020 erfolgt |
| 2034                             | Stahringen – Friedrichshafen                                                                        | Stahringen–Friedrichshafen | ca. 52 km    | Ausschreibung planungsbezogener Leistungen 2020 erfolgt |
| 2034                             | Aschaffenburg – Miltenberg                                                                          | Aschaffenburg–Miltenberg | 36 km        | Bayerische Elektromobilitäts-Strategie Schiene zur Reduzierung des Dieselverkehrs |
| 2034                             | Hafenbahn Aschaffenburg                                                                             | Aschaffenburg–Höchst (Odenwald) | ca. 2 km     | Bayerische Elektromobilitäts-Strategie Schiene zur Reduzierung des Dieselverkehrs |
| 2034                             | Miltenberg-West – Miltenberg (bis km 2,000)                                                         | Miltenberg West–Wertheim | 2 km         | Bayerische Elektromobilitäts-Strategie Schiene zur Reduzierung des Dieselverkehrs |
| 2034                             | Tübingen – Albstadt-Ebingen                                                                         | Tübingen–Sigmaringen (Zollern-Alb-Bahn) | 57,5 km      | Elektrifizierung in Planung im Rahmen des Aufbaus der Regional-Stadtbahn Neckar-Alb |
| 2034                             | Albstadt-Ebingen – Onstmettingen                                                                    | Talgangbahn | 8,2 km       | Elektrifizierung in Planung im Rahmen des Aufbaus der Regional-Stadtbahn Neckar-Alb |
| 2034                             | Hechingen – Burladingen                                                                             | Hechingen–Gammertingen | 14,7 km      | Elektrifizierung in Planung im Rahmen des Aufbaus der Regional-Stadtbahn Neckar-Alb |
| Dezember 2034                    | Bettmannsäge – Zwiesel                                                                              | Landshut–Bayerisch Eisenstein | 5 km         | Elektrifizierung einschließlich der Bahnhofsgleise in Zwiesel zur Umstellung des Netzes „Bayerwald“ auf Akku-Züge |
| Dezember 2034                    | Bahnhof Bayerisch Eisenstein                                                                        | Landshut–Bayerisch Eisenstein | ca. 1 km     | Elektrifizierung einschließlich der Bahnhofsgleise in Zwiesel zur Umstellung des Netzes „Bayerwald“ auf Akku-Züge |
| 2035                             | Karlsruhe – Basel                                                                                   | Karlsruhe–Basel | ca. 200 km   | In Bau seit 1987, Inbetriebnahme diverser Strecken und Tunnel (z. B. Tunnel Offenburg, Tunnel Rastatt) zwischen 2025 und 2035 vorgesehen. |
| 2035                             | Leipzig-Plagwitz – Gera Hauptbahnhof                                                                | Leipzig–Probstzella | ca. 62,2 km  | Umsetzung im Rahmen des Strukturstärkungsgesetzes Kohleregionen für 342 Millionen Euro (Anteil Sachsen 171 Mio. Euro) |
| 2035                             | Verbindungskurve Großkorbetha                                                                       | Zwischen Leipzig–Großkorbetha und der Halle–Bebra | ca. 1 km     | Neubaustrecke für 130 Millionen Euro (Anteil Sachsen 63,7 Mio. Euro), Umsetzung im Rahmen des Strukturstärkungsgesetzes Kohleregionen |
| 2035                             | München-Laim – München Leuchtenbergring                                                             | Zweite Stammstrecke | ca. 11 km    | Neubaustrecke, Bahnausbau Region München |
| Dezember 2035                    | Oberkotzau – Rehau                                                                                  | Cheb–Oberkotzau | 8,2 km       | Umstellung von zehn Regionalbahnlinien des Netzes „Regionalverkehr Oberfranken“ auf Akku-Betrieb |
| Dezember 2035                    | Kirchenlaibach – Bayreuth                                                                           | Weiden–Bayreuth | 18,8 km      | Umstellung von zehn Regionalbahnlinien des Netzes „Regionalverkehr Oberfranken“ auf Akku-Betrieb |
| Dezember 2035                    | Bayreuth – Neuenmarkt-Wirsberg                                                                      | Bayreuth–Neuenmarkt-Wirsberg | 21 km        | Umstellung von zehn Regionalbahnlinien des Netzes „Regionalverkehr Oberfranken“ auf Akku-Betrieb |
| Dezember 2035                    | Untersteinach – Marktschorgast                                                                      | Bamberg–Hof | 13,5 km      | Umstellung von zehn Regionalbahnlinien des Netzes „Regionalverkehr Oberfranken“ auf Akku-Betrieb |
| Dezember 2035                    | Gleise in Richtung Ebermannstadt                                                                    | Bahnhof Forchheim (Oberfr) | ca. 1 km     | Umstellung von zehn Regionalbahnlinien des Netzes „Regionalverkehr Oberfranken“ auf Akku-Betrieb |
| Dezember 2035                    | Düren–Euskirchen                                                                                    | Bördebahn | 29,8 km      | |
| ca. 2035                         | Uelzen – Langwedel                                                                                  | Uelzen–Langwedel | 97,4 km      | Teil des BSWAG-Bahnprojekts Hamburg/Bremen–Hannover |
| 2038                             | Tübingen – Horb                                                                                     | Plochingen–Immendingen (Obere Neckarbahn) | 31,5 km      | Elektrifizierung in Planung im Rahmen des Aufbaus der Regional-Stadtbahn Neckar-Alb |

### Größere Elektrifizierungsprojekte in Planung
In den Bundesverkehrswegeplan 2030 wurden zusätzlich folgende Strecken zur Elektrifizierung in den vordringlichen Bedarf aufgenommen:
- für Bayern
  - Bahnstrecke München–Simbach (53,7 km zwischen Markt Schwaben und Mühldorf), Bahnstrecke Mühldorf–Freilassing (65,6 km) und Bahnstrecke Tüßling–Burghausen (25 km)[134]
  - Bahnstrecke Neumarkt-Sankt Veit–Landshut und Bahnstrecke Mühldorf–Pilsting (Abschnitt Mühldorf-Neumarkt-Sankt Veit)[135]
  - Bahnstrecken Hof–Oberkotzau (5,6 km), Oberkotzau–Weiden (87,0 km) und Weiden–Regensburg (86,6 km)[136]
  - Bahnstrecke Nürnberg–Irrenlohe (52,3 km zwischen Hartmannshof und Irrenlohe) und Bahnstrecke Schwandorf–Furth im Wald (67,2 km)[137]
  - Bahnstrecke Nürnberg–Cheb (138,3 km zwischen Nürnberg Hbf und Schirnding)[138]
  - Bahnstrecke München–Simbach (40,3 km zwischen Mühldorf und Staatsgrenze zu Österreich bei Braunau für 136,4 Mio. Euro), 2021 wegen des Deutschlandtakts in den vordringlichen Bedarf aufgerückt[139]

- für Hessen
  - Neubaustrecke Kurve Kassel

- für Niedersachsen
  - Niederelbebahn zwischen Stade und Cuxhaven (62 km)[140]
  - Abschnitt Elze–Hameln der Bahnstrecke Elze–Löhne (ca. 29 km)[141]
  - Strecke 1300 zwischen Bremerhaven-Wulsdorf und Bremervörde (36,1 km für 115,2 Mio. Euro) sowie Strecke 1711 zwischen Bremervörde und Rotenburg inklusive der neu zu bauenden Kurve Waffensen–Unterstedt (50,3 km für 114,2 Mio. Euro), 2021 wegen des Deutschlandtakts in den vordringlichen Bedarf aufgerückt[139]

- für Schleswig-Holstein
  - Bahnstrecke Lübeck–Lüneburg (ca. 56 km)[142]
  - Marschbahn zwischen Brunsbüttel und Itzehoe (ca. 39 km)[143]
  - Bahnstrecke Jübek–Husum als Umleitungsstrecke während der Bauphase der Marschbahn (26,3 km)[144]

- für Thüringen
  - Bahnstrecke Gotha–Leinefelde (67,1 km)[145]

Das im Rahmen des Kohleausstiegs verabschiedete Strukturstärkungsgesetz Kohleregionen sieht die Elektrifizierung der folgenden Strecken vor:
- Bahnstrecke Guben–Zbąszynek zwischen Guben und der Grenze zwischen Deutschland und Polen (ca. 1 km)
- Bahnstrecke Berlin–Görlitz zwischen Cottbus und Görlitz (ca. 93 km) für 1018 Mio. Euro (Anteil Sachsen)
- Bahnstrecke Spreewitz–Graustein (ca. 10,6 km) inklusive zweier Verbindungskurven zur Bahnstrecke Berlin–Görlitz sowie zur Bahnstrecke Knappenrode–Sornoer Buden und Neubau der Verbindungskurve Weißkollm Süd–Lohsa West zwischen der Bahnstrecke Węgliniec–Roßlau und der Bahnstrecke Knappenrode–Sornoer Buden (ca. 1 km) für 38 Mio. Euro (Anteil Sachsen)
- Bahnstrecke Lübbenau–Kamenz zwischen Hosena und Kamenz (ca. 22,8 km) und Bahnstrecke Kamenz–Pirna zwischen Kamenz und Arnsdorf (ca. 24,8 km) für 147 Mio. Euro
- Bahnstrecke Leipzig–Geithain (ca. 44 km) für 504 Mio. Euro
- Bahnstrecke Neukieritzsch–Chemnitz zwischen Geithain und Chemnitz (ca. 36,6 km), Finanzierung der Planungsleistungen von 29,7 Mio. Euro
- Neue Strecke Aachen–Jülich–Bedburg, Bahnstrecke Düren–Neuss zwischen Bedburg und Neuss (ca. 28 km) sowie Strecke 2532 zwischen Neuss Nordkanal W 1 und Neuss Nordkanal W 7 (ca. 1 km)

Folgende Vorhaben wurden im Juni 2021 nach Schwerpunktsetzung zwischen Bundesregierung, Brandenburg und Sachsen wieder gestrichen:
- Bahnstrecke Görlitz–Dresden zwischen Dresden-Klotzsche und Görlitz (ca. 95 km)
- Bahnstrecke Görlitz–Seidenberg zwischen Görlitz und Hagenwerder (ca. 9,5 km)
- Bahnstrecke Zittau–Hagenwerder (ca. 23,6 km)
- Bahnstrecke Neukirch West–Bischofswerda (ca. 9,4 km)
- Bahnstrecke Bautzen–Bad Schandau zwischen Neukirch West und Wilthen (ca. 9,4 km)
- Bahnstrecke Oberoderwitz–Wilthen (ca. 34 km)
- Bahnstrecke Zittau–Löbau zwischen Oberoderwitz Abzweig und Zittau (ca. 10,7 km)

Im September 2024 wurden folgende neue Maßnahmen aufgenommen:
- Wiederaufnahme der im Juni 2021 gestrichenen Bahnstrecke Cottbus–Forst (Lausitz) (ca. 24 km)
- Elektrifizierung des Anschlussgleises vom Bahnhof Ruhland zum Bahnhof Lauchhammer Ost sowie der Neubau der elektrifizierten Verbindungskurve Bahnhof Lauchhammer Ost – Brieske/Senftenberg

Ausbauprogramm „Elektrische Güterbahn“:
- Neuburxdorf–Mühlberg (7 km): 12,8 Mio. € Kosten. Verhältnis Vorteile zu Kosten 7,92 durch Vorteile für den Streckensiedler Elbekies GmbH.
- Duisburg-Hochfeld–Duisburg-Mannesmann (7 km): 23,7 Mio. € Kosten. Verhältnis Vorteile zu Kosten 3,21 durch Vorteile für mehrere Streckensiedler.
- Gerstungen–Unterbreizbach (18 km): 41,4 Mio. € Kosten. Verhältnis Vorteile zu Kosten 2,54 durch Vorteile für den Streckensiedler K+S.
- Tiefenbroich–Rohdenhaus (13 km): 51,3 Mio. € Kosten. Verhältnis Vorteile zu Kosten 1,86 durch Vorteile für den Streckensiedler Kalkwerk Flandersbach (Rheinkalk).
- Borstel–Niedergörne (7 km): 27,8 Mio. € Kosten. Verhältnis Vorteile zu Kosten 1,48 durch Vorteile für den Streckensiedler Zellstoffwerk Stendal. Eine Förderung der Elektrifizierung des an die Stendaler Kleinbahn (StK) verpachteten Streckenteils zwischen Hassel und Niedergörne ist nicht möglich und müsste von dieser umgesetzt werden, wofür Stand 2020 aber keine Zusage vorlag.
- Strecke 1300 zwischen Bremerhaven-Wulsdorf und Bremervörde sowie Strecke 1711 zwischen Bremervörde und Rotenburg (88 km): 158 Mio. € Kosten. Verhältnis Vorteile zu Kosten 1,29 durch Vorteile aus der Umleitung von Verkehren, aus der Verbesserung der Netzresilienz sowie für den Personenverkehr. Da es sich hier nicht um eine bundeseigene Strecke handelt, muss ergänzend geprüft werden, inwiefern eine finanzielle Unterstützung durch den Bund möglich ist. 2021 wegen des Deutschlandtakts in den vordringlichen Bedarf aufgerückt, siehe oben.

Elektrifizierungen im Rahmen des Ausbaus der S-Bahn Köln:
- Erftbahn, 12,7 km, künftig Einbindung in die S 12[151] (frühestens 2030)[152]
- Oberbergische Bahn bis Gummersbach oder Marienheide (siehe Bahnstrecke Köln-Kalk–Overath (ca. 20 km), Bahnstrecke Siegburg–Olpe (ca. 25 km) und Bahnstrecke Hagen–Dieringhausen (ca. 6 km oder ca. 14 km)), S 15[153][154]. Machbarkeitsstudie abgeschlossen, Planungsvereinbarung in Vorbereitung, Gesamtkosten 331 Mio. Euro, angestrebter Baubeginn 2025 (Stand März 2021)[155].

Sonstige Projekte:
- Neubau City-S-Bahn S21 (Berlin), S-Bahn Berlin, 2. Abschnitt, 1,9 km
- Neubau der Schienenanbindung des Terminals 3 des Flughafens Frankfurt[156]
- Neubau der Bahnstrecke Kleinreuth–Eltersdorf (Güterzugtunnel Fürth), ca. 13 km, geplanter Baubeginn 2025[157]
- Bahnstrecke Neunkirchen a Sand–Simmelsdorf-Hüttenbach, ca. 9,8 km, Ausbau für die S-Bahn Nürnberg, Planungsvereinbarung zwischen dem Freistaat Bayern und der Deutschen Bahn im April 2021 unterzeichnet[158]
- Strecken des Ringzuges mit Bahnstrecke Rottweil–Villingen, Trossinger Eisenbahn, Strecke zwischen Tuttlingen und Immendingen sowie Bahnstrecke Tuttlingen–Inzigkofen zwischen Fridingen und Tuttlingen (zusammen 51 km)[159]
- Abschnitt Wrist–Kellinghusen der Bahnstrecke Wrist–Itzehoe in Schleswig-Holstein, Reaktivierung und Elektrifizierung bis 2029[160]
- Bahnstrecke Neumünster–Bad Oldesloe (44,9 km) in Schleswig-Holstein, bis 2030[161]
- Marschbahn in Schleswig-Holstein zwischen Wilster und Westerland auf Sylt. Im März 2022 stellte die Landesregierung 3,6 Millionen Euro für die Finanzierung von Planungsleistungen zur Verfügung.[162]
- Der Abschnitt Neustadt (Dosse) – Kyritz Am Bürgerpark der Bahnstrecke Neustadt–Meyenburg soll gemäß Entwurf des Landesnahverkehrsplans Brandenburg elektrifiziert werden, um durchgehende Züge aus bzw. in Richtung Berlin anbieten zu können.[163][164]
- Prignitz-Express zwischen Wittenberge und Hennigsdorf mit einer Gesamtlänge von 140 km. Im Februar 2024 wurde die Finanzierungsvereinbarung zwischen dem Land Brandenburg und der Deutschen Bahn geschlossen. Diese umfasst die Vor-, Entwurfs- und Genehmigungsplanung (Leistungsphasen 2–4 nach HOAI) mit einem Volumen von rund 24 Millionen Euro. Der Planfeststellungsbeschluss (Baugenehmigung) wird für das Jahr 2030 angestrebt.[165]
- Bahnstrecke Roth–Greding zwischen Roth und Hilpoltstein auf Länge von 11 km[166]

### Projekte mit ungewisser Realisierung
Elektrifizierungskonzept für das Schienennetz in Baden-Württemberg
Am 2. Mai 2018 stellte das Verkehrsministerium von Baden-Württemberg ein Elektrifizierungskonzept für das Schienennetz in Baden-Württemberg vor. Die bisher nicht elektrifizierten Bahnstrecken wurden dabei in drei Kategorien eingeteilt:
- Vordringlicher Bedarf / Lückenschluss
  - Bahnstrecke Tübingen–Sigmaringen zwischen Albstadt-Ebingen und Sigmaringen (2020 Vertrag für Vorplanung unterschrieben, die Ergebnisse der Vorplanung inklusive der Kostenschätzung sollen im Frühjahr 2022 vorliegen)[169]
  - Bahnstrecke Crailsheim–Heilbronn zwischen Öhringen-Cappel und Schwäbisch Hall-Hessental
  - Württembergische Schwarzwaldbahn zwischen Weil der Stadt und Calw
  - Bahnstrecke Stahringen–Friedrichshafen
  - Bahnstrecke Radolfzell–Mengen zwischen Radolfzell und Stockach
  - Nagoldtalbahn zwischen Nagold und Hochdorf
  - Bregtalbahn zwischen Hüfingen Mitte und Bräunlingen
  - Bahnstrecke Ulm–Sigmaringen zwischen Ulm und Munderkingen
  - Bahnstrecke Aalen–Ulm (Brenzbahn)
  - Bahnstrecke Hechingen–Gammertingen zwischen Burladingen und Gammertingen

- Langfristiger Bedarf / fahrzeugseitige Lösungen (alternativ zu einer Ausrüstung der Strecke mit Oberleitung können hier auch Elektrotriebwagen mit Akkubetrieb eingesetzt werden)
  - Bahnstrecke Seckach–Miltenberg zwischen Seckach und Rippberg
  - Bahnstrecke Lauda–Wertheim
  - Bahnstrecke Crailsheim–Königshofen
  - Wieslauftalbahn zwischen Schorndorf und Rudersberg-Oberndorf
  - Strohgäubahn zwischen Korntal und Hemmingen
  - Nagoldtalbahn zwischen Pforzheim und Nagold
  - Bahnstrecke Nürtingen–Neuffen
  - Bahnstrecke Wendlingen (Neckar)–Oberlenningen zwischen Kirchheim (Teck) und Oberlenningen
  - Bahnstrecke Achern–Ottenhöfen (Achertalbahn; seit 2024)
  - Harmersbachtalbahn (seit 2024)
  - Bahnstrecke Hausach–Schiltach (seit 2024)
  - Bahnstrecke Eutingen im Gäu–Schiltach zwischen Freudenstadt und Schiltach (seit 2024)
  - Bahnstrecke Appenweier–Bad Griesbach (Renchtalbahn; seit 2024)
  - Wutachtalbahn zwischen Blumberg-Zollhaus und Hintschingen
  - Bahnstrecke Engstingen–Sigmaringen zwischen Gammertingen und Sigmaringen
  - Bahnstrecke Reutlingen–Schelklingen zwischen Engstingen und Schelklingen
  - Bahnstrecke Herbertingen–Isny zwischen Herbertingen und Kißlegg
  - Bahnstrecke Ulm–Sigmaringen zwischen Munderkingen und Sigmaringen
  - Bahnstrecke Tuttlingen–Inzigkofen zwischen Fridingen und Inzigkofen

Bayerische Elektromobilitäts-Strategie Schiene zur Reduzierung des Dieselverkehrs
- Oberlandnetz bis Anfang der 2030er Jahre:[170][171]
  - Bahnstrecke München–Lenggries im Abschnitt Holzkirchen–Lenggries
  - Bahnstrecke Schaftlach–Tegernsee
  - Bahnstrecke Holzkirchen–Schliersee
  - Bahnstrecke Schliersee–Bayrischzell
- Bahnstrecke Siegelsdorf–Markt Erlbach
- Bahnstrecke Schnabelwaid–Bayreuth[172]

Regionale Projekte in Nordrhein-Westfalen
- Kategorie A:
  - Güterstrecke Köln-Ehrenfeld–Köln-Nippes (über Köln-Bickendorf)
  - Bahnstrecke Rheinhausen–Kleve ca. 12 km im Abschnitt Millingen–Xanten (ab 2026)
  - Bahnstrecke Krefeld–Kleve (146 km), ab 2026

- Kategorie B:
  - Bahnstrecke Münster–Enschede (64 km), 2028[151]

- Kategorie C:
  - Bahnstrecke Dortmund–Iserlohn (38 km), ab 2029
  - Bahnstrecke Bielefeld–Lemgo-Lüttfeld (ca. 31 km), 2028[151]
  - Strecke der RB 36 Duisburg-Meiderich Süd–Duisburg Ruhrort, siehe Bahnstrecke Oberhausen–Duisburg-Ruhrort (ca. 8 km), ab 2026
  - Verbindung Wuppertal-Oberbarmen–Remscheid–Solingen (ca. 35 km) für die Linie S 7 (Strecken Wuppertal-Oberbarmen–Opladen, Remscheid-Lennep–Remscheid-Hasten und Solingen–Remscheid, ab 2029)

- Weitere Projekte:[151]
  - Bahnstrecke Düren–Heimbach (30 km), 2028
  - Jülich–Hückelhoven-Baal (16,5 km), 2028
  - Bahnstrecke Jülich–Düren (15,4 km), 2028
  - Bedburg–Neuss (28,2 km) bis 2029
  - Schwerte–Bestwig (71,4 km) als Teilstück der Oberen Ruhrtalbahn, 2033
  - Köln Frankfurter Straße–Overath (20,2 km), 2033
  - Overath–Dieringhausen (26,1 km), 2033
  - Brügge (Westfalen)–Gummersbach (32,3 km), Gummersbach–Dieringhausen (5,3 km) und Brügge (Westfalen)–Lüdenscheid (6,3 km) als Teilstrecken, 2033
  - Baal (Güterbahnhof)–Hückelhoven-Ratheim (7,7 km), 2035
  - Kall–Ehrang (97,2 km) als Teilstück der Bahnstrecke Hürth-Kalscheuren–Ehrang, 2035
  - Hagen-Vorhalle–Herdecke (3,5 km) und Herdecke–Dortmund Signal-Iduna-Park (11,9 km) als Teilstrecken der Bahnstrecke Düsseldorf-Derendorf–Dortmund Süd, nach 2035
  - Schwerte (Heide)–Schwerte (Ruhr) Ost (1,8 km) und Dortmund-Hörde–Abzweig Heide (7,4 km) als Teilstücke der Ardeybahn, nach 2035
  - Menden (Sauerland)–Fröndenberg als Teilstrecke der Bahnstrecke Letmathe–Fröndenberg (4,9 km), nach 2035
  - Nuttlar–Winterberg (26,2 km) als Teilstrecke der Bahnstrecke Nuttlar–Frankenberg, nach 2035
  - Bahnstrecke Brackwede–Osnabrück (55,4 km), nach 2035
  - Bahnstrecke Paderborn–Brackwede (41 km), nach 2035
  - Brilon Stadt–Brilon Wald (ca. 7 km) als Teilstück der Bahnstrecke Paderborn–Brilon Wald, nach 2035
  - Schwerte (Ruhr)– Iserlohn (18,3 km) als Teilstück der Ardeybahn, nach 2035
  - km 0,6–Hagen-Oberhagen (3,5 km), nach 2035
  - Nuttlar–Bestwig (1,8 km) und Nuttlar–Brilon-Wald (12,8 km) als Teilstück der Oberen Ruhrtalbahn, nach 2035
  - Brilon-Wald–Willingen (7,1 km) als Teilstück der Bahnstrecke Wega–Brilon Wald, nach 2035
  - Hagen-Oberhagen–Brügge (Westfalen) mit 22 km als Teilstrecke der Bahnstrecke Hagen–Dieringhausen, nach 2035

Elektrifizierungskonzept für das Schienennetz in Niedersachsen:
Für folgende Bahnstrecken strebt das Land Niedersachsen zusätzlich zu den bis 2029 geplanten Elektrifizierungen bis 2035 die Schließung von Elektrifizierungslücken in folgenden Strecken für den Einsatz vollelektrischer Triebzüge an (Stand 2024):
- Bahnstrecke Oldenburg–Osnabrück-Eversburg (ca. 108 km) (RE 18 Wilhelmshaven – Oldenburg (Oldb) – Osnabrück)
- Hildesheim–Grauhof (ca. 48 km) als Teilstrecke der Bahnstrecke Hildesheim–Goslar (RE 10 Hannover – Hildesheim – Bad Harzburg)

Im SPNV-Konzept 2040+ sind zusätzlich folgende Strecken vorgesehen:
- Bennemühlen–Buchholz (Nordheide) (ca. 107 km) der Heidebahn
- Bahnstrecke Bremerhaven–Cuxhaven (ca. 38 km)
- Bahnstrecke Ilsenburg–Vienenburg (ca. 5 km in Niedersachsen)
- Oberleitungsinselanlage am Bahnhof Dannenberg Ost an der Wendlandbahn

Im Jahr 2021 meldete das Land Niedersachsen zusätzlich die unten stehenden Strecken zur Förderung gemäß dem Gemeindeverkehrsfinanzierungsgesetz an. Sie sind nicht Bestandteil einer durchgehenden Elektrifizierung im Rahmen des SPNV-Konzeptes 2040+. Mit Stand Oktober 2022 befindet sich das Projekt in der Planungsphase, so dass bis zu diesem Zeitpunkt keine Förderung bewilligt wurde.
- Gifhorn Stadt–Wieren (ca. 52 km) als Teilstrecke der Bahnstrecke Braunschweig–Wieren
- Salzgitter-Bad–Kreiensen (ca. 46 km) als Teilstrecke der Bahnstrecke Börßum–Kreiensen
- Braunschweig-Rüningen–Vienenburg (ca. 35 km) als Teilstrecke der Bahnstrecke Braunschweig–Bad Harzburg
- Bahnstrecke Herzberg–Seesen (ca. 32 km)
- Bahnstrecke Leiferde–Salzgitter-Bad (ca. 20 km)
- Wolfenbüttel–Schöppenstedt (ca. 17 km) als Teilstrecke der Bahnstrecke Wolfenbüttel–Jerxheim
- Bahnstrecke Neuekrug-Hahausen–Goslar (ca. 16 km)
- Bahnstrecke Salzgitter-Drütte–Salzgitter-Lebenstedt (ca. 9 km)

Sonstige Projekte:
- Baden-Württemberg
  - Elektrifizierung des 3 km langen Abschnitts Karlsruhe-Mühlburg - Welschneureuter Straße der Hardtbahn im Rahmen einer Reaktivierung für den Stadtbahnbetrieb[176][177]

- Bayern
  - Neubau einer 9,2 km langen, eingleisigen, elektrifizierten S-Bahn-Strecke von Bahnhof Wolfratshausen bis Geretsried Süd, Anschluss an die Isartalbahn, nach 2028
  - Neubau Fürther S-Bahn Verschwenk zwischen Fürth-Stadeln und Eltersdorf (Strecke 5972), ca. 4 km
  - Elektrifizierung des Abschnitts Augsburg-Hochzoll – Obergriesbach (14,4 km) der Bahnstrecke Ingolstadt–Augsburg-Hochzoll zur Ermöglichung eines BEMU-Einsatzes[178]
  - Elektrifizierung des Abschnitts Augsburg – Bobingen (ca. 10,5 km) der Bahnstrecke Augsburg–Buchloe zur Ermöglichung eines BEMU-Einsatzes[178]
  - Elektrifizierung des Abschnitts Buchloe – Biessenhofen (25,2 km) der Bahnstrecke Buchloe–Lindau zur Ermöglichung eines BEMU-Einsatzes[178]
  - Elektrifizierung der Bahnstrecke Weilheim–Peißenberg (8,9 km) zur Ermöglichung eines BEMU-Einsatzes[178]
  - Ladestationen sollen in Füssen und Krumbach entstehen.[178]

- Rheinland-Pfalz
  - Die Bahnstrecke Neustadt–Wissembourg (Abschnitt Neustadt–Winden) soll gemeinsam mit der Bahnstrecke Winden–Karlsruhe (Abschnitt Winden–Wörth) elektrifiziert werden, um elektrisch betriebene Züge zwischen Karlsruhe und Neustadt an der Weinstraße führen zu können.[179]

- Sachsen
  - Teile des Streckennetzes der Erzgebirgsbahn mit einer Gesamtlänge von rund 80 Kilometern. Am 3. Juni 2024 gab die Erzgebirgsbahn bekannt, Teile ihres Streckennetzes in den nächsten Jahren elektrifizieren zu wollen. In den nächsten zehn Jahren sollen dabei die Streckenabschnitte Chemnitz – Aue, Aue – Schwarzenberg, Schwarzenberg – Annaberg-Buchholz Süd sowie Annaberg-Buchholz unt Bf – Cranzahl elektrifiziert werden. Die Vorplanungen haben begonnen, jedoch ist eine Finanzierung bislang ungeklärt.[180]

- Thüringen, vom Thüringer Ministerium für Infrastruktur und Landwirtschaft in Aussicht gestellt:
  - Neudietendorf–Arnstadt (11 km), Wiederherstellung der von 1984 bis 1998 bereits vorhandenen Elektrifizierung[181]

- Berlin
  - Berlin-Moabit – Berlin Hamb u Lehrt Bf, 2 km[182]